# Gran Sabana

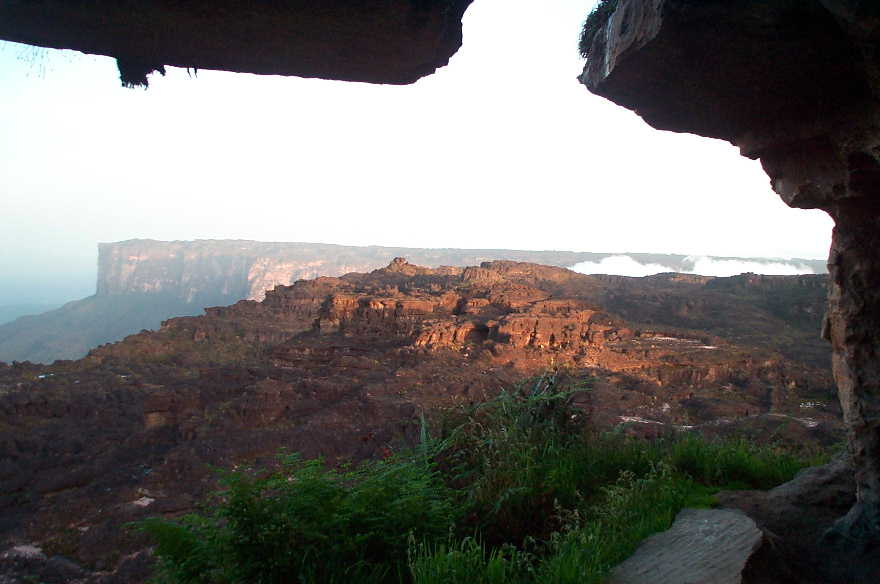
Vista sul Kukenam-Tepui

Gran Sabana è un vasto altopiano (45.000 km²) situato nella parte sud-orientale del Venezuela e circondato da catene montuose che si elevano per circa 1.000 m s.l.m.
L'area è caratterizzata da vallate ampie e pianeggianti, da un punto di vista geologico la Gran Sabana è molto antica e faceva parte della zona occidentale del continente originario Gondwana. Millenni di erosione delle rocce arenarie hanno determinato l'aspetto attuale, vallate ampie intervallate da formazioni rocciose particolari chiamate tepui. Sui circa 150 tepui che si trovano nella zona, l'isolamento ha permesso lo sviluppo di specie endemiche uniche.
Dalle formazioni rocciose scendono alcune fra le cascate più alte del mondo come il Salto Kukenan e il Salto Angel che con poco meno di 1.000 m di dislivello è la cascata più alta del pianeta.

## Galleria d'immagini

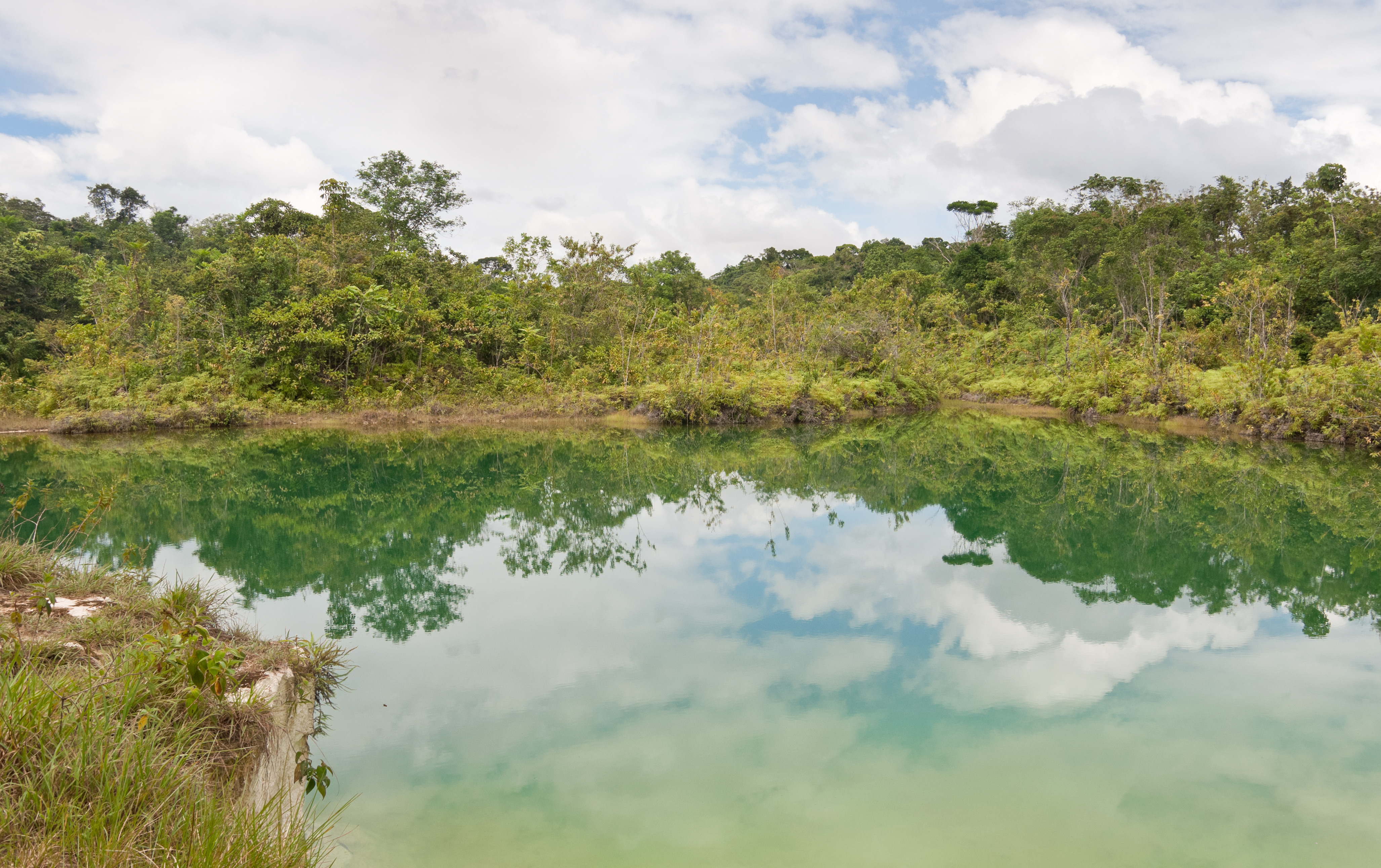
Un piccolo lago d'acqua verde al chilometro 88
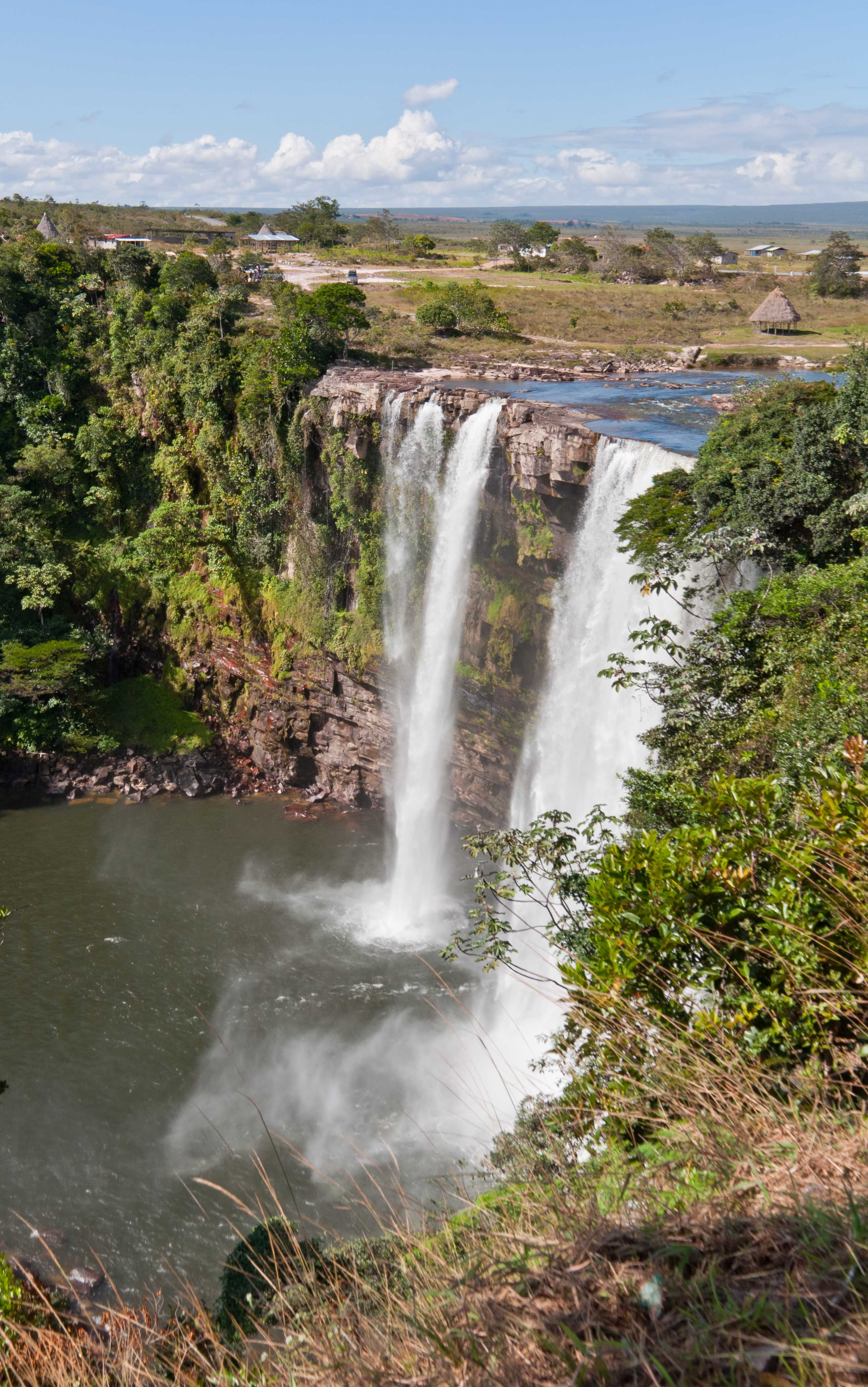
Cascate Kamá
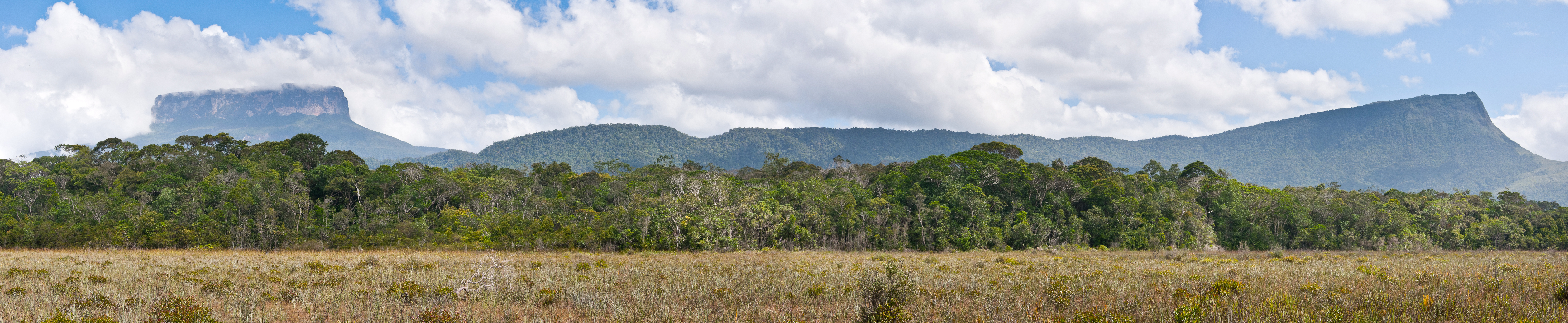
Visione panoramica dei tepui Ptarí e Sororopán
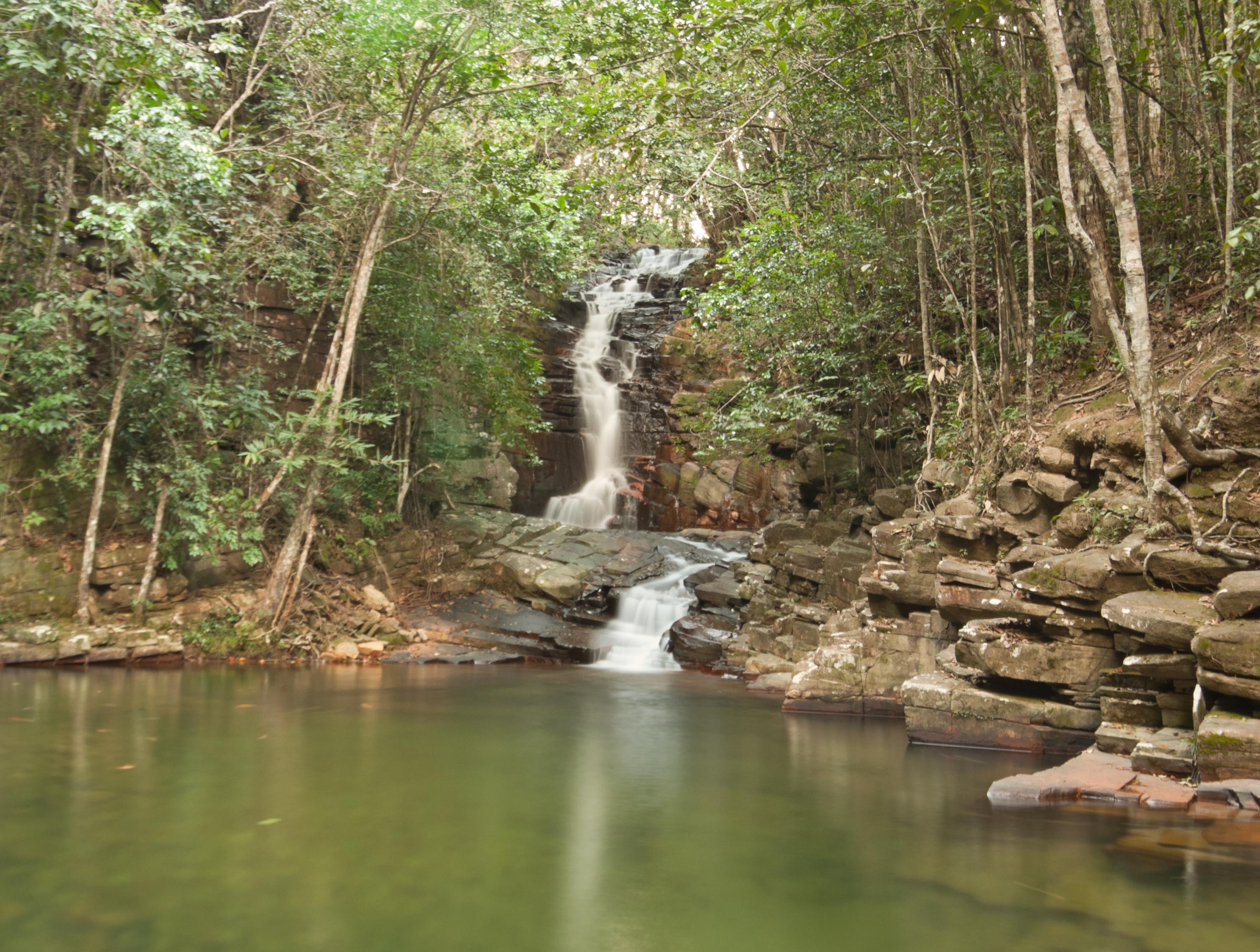
Cascata a Jasper Creek II
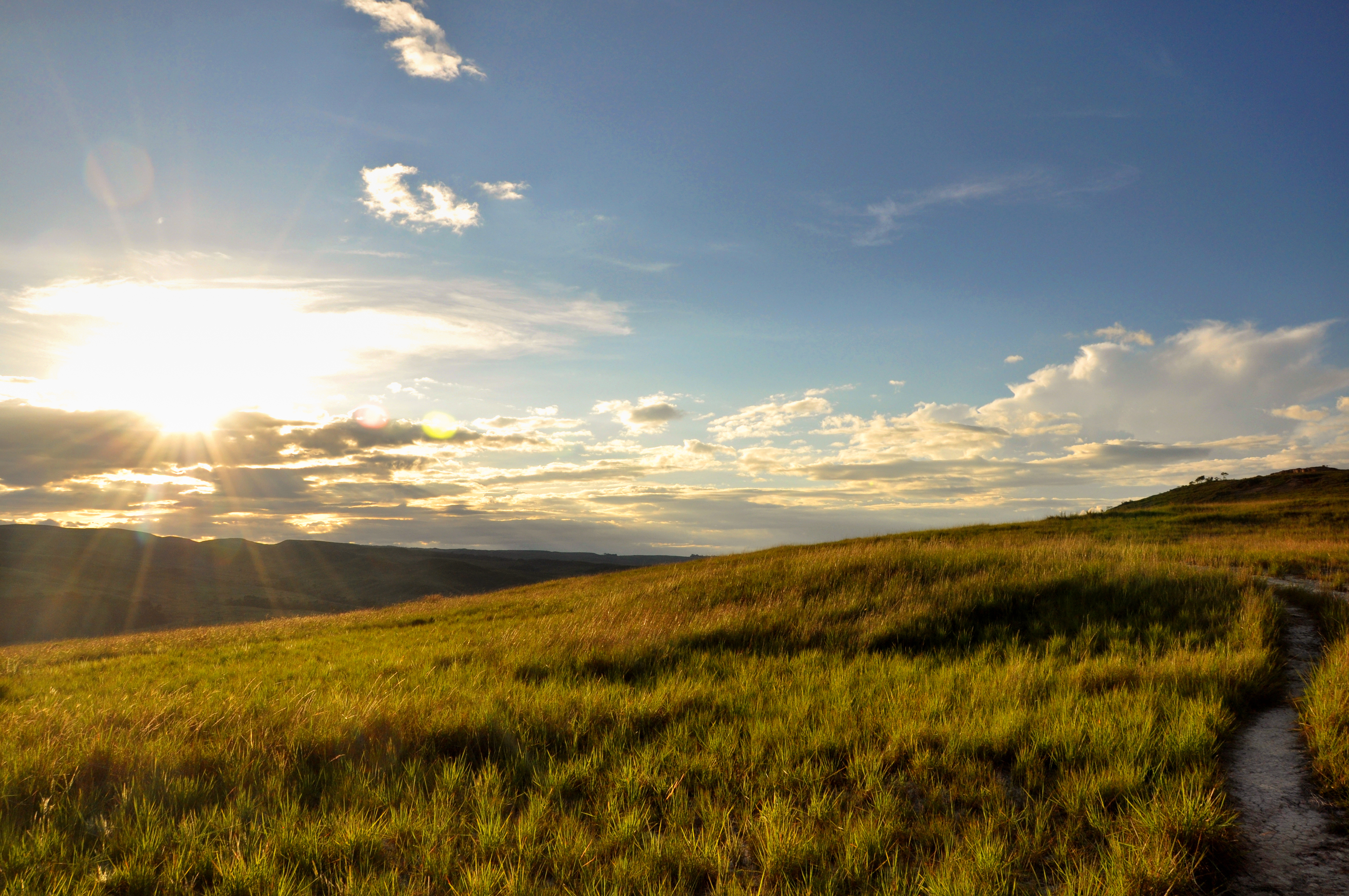
Paesaggio tipico
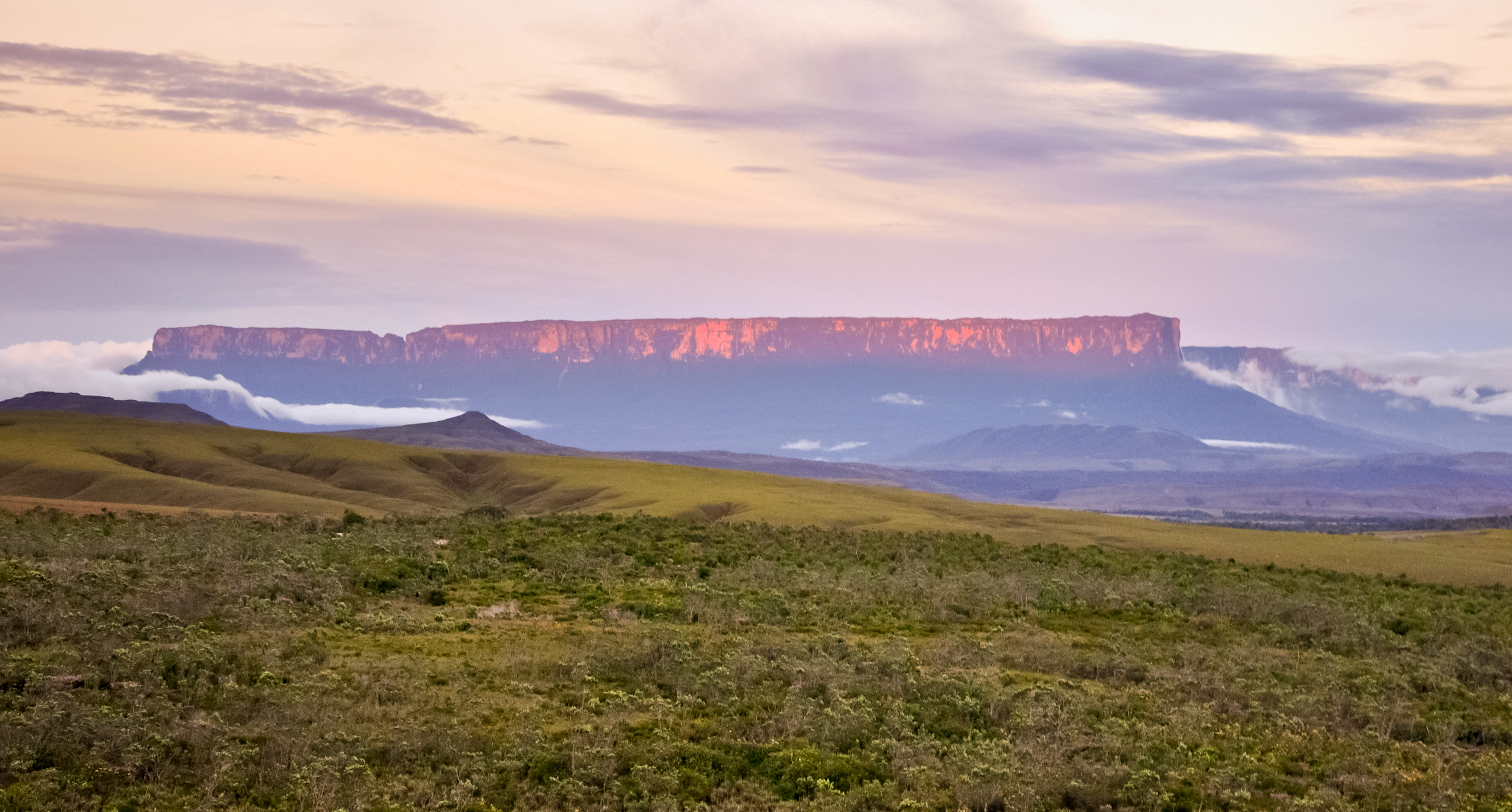
Ultimi raggi di sole al tramonto sul muro del tepui Kukenan
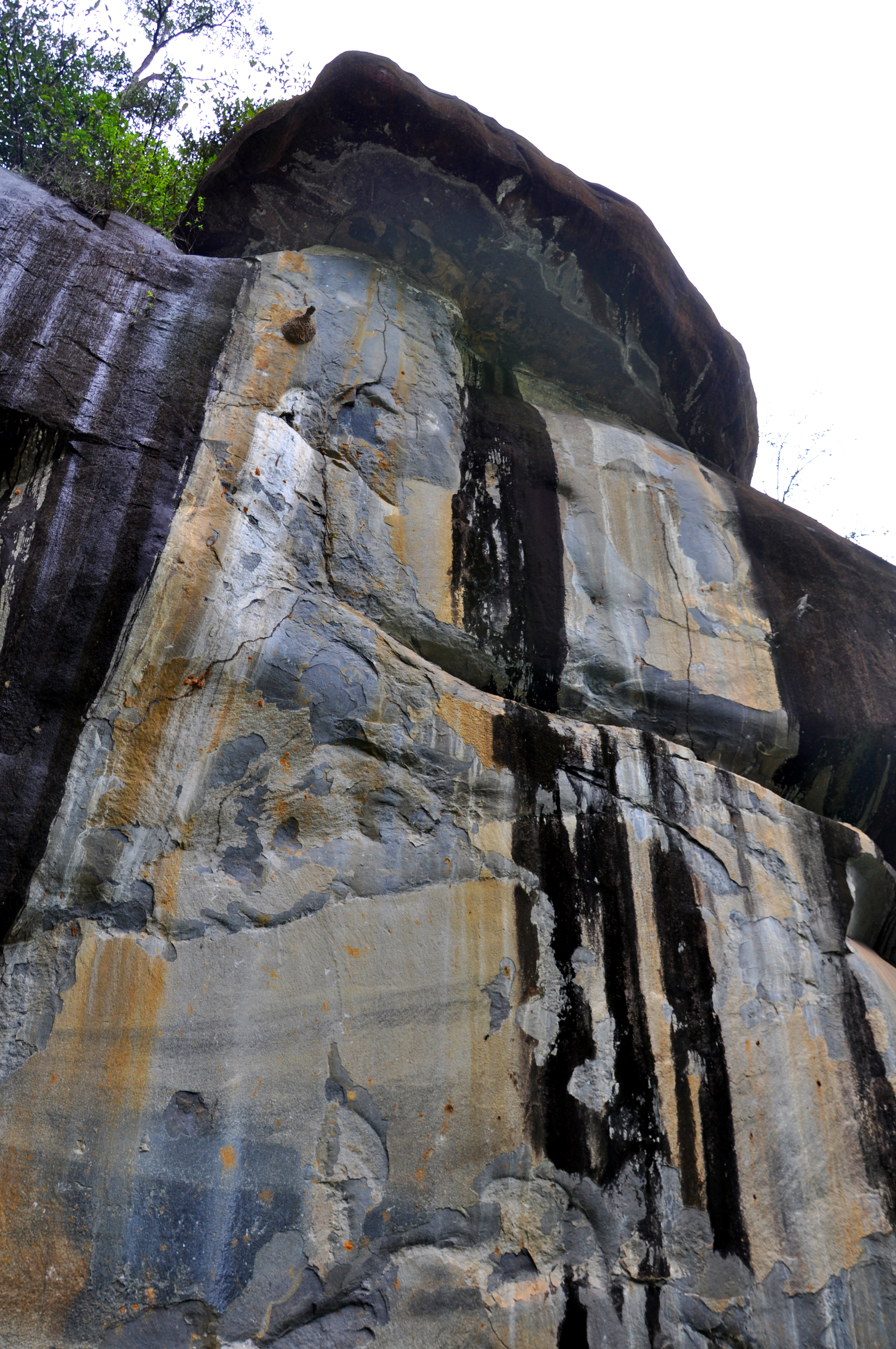
Pietra della Vergine
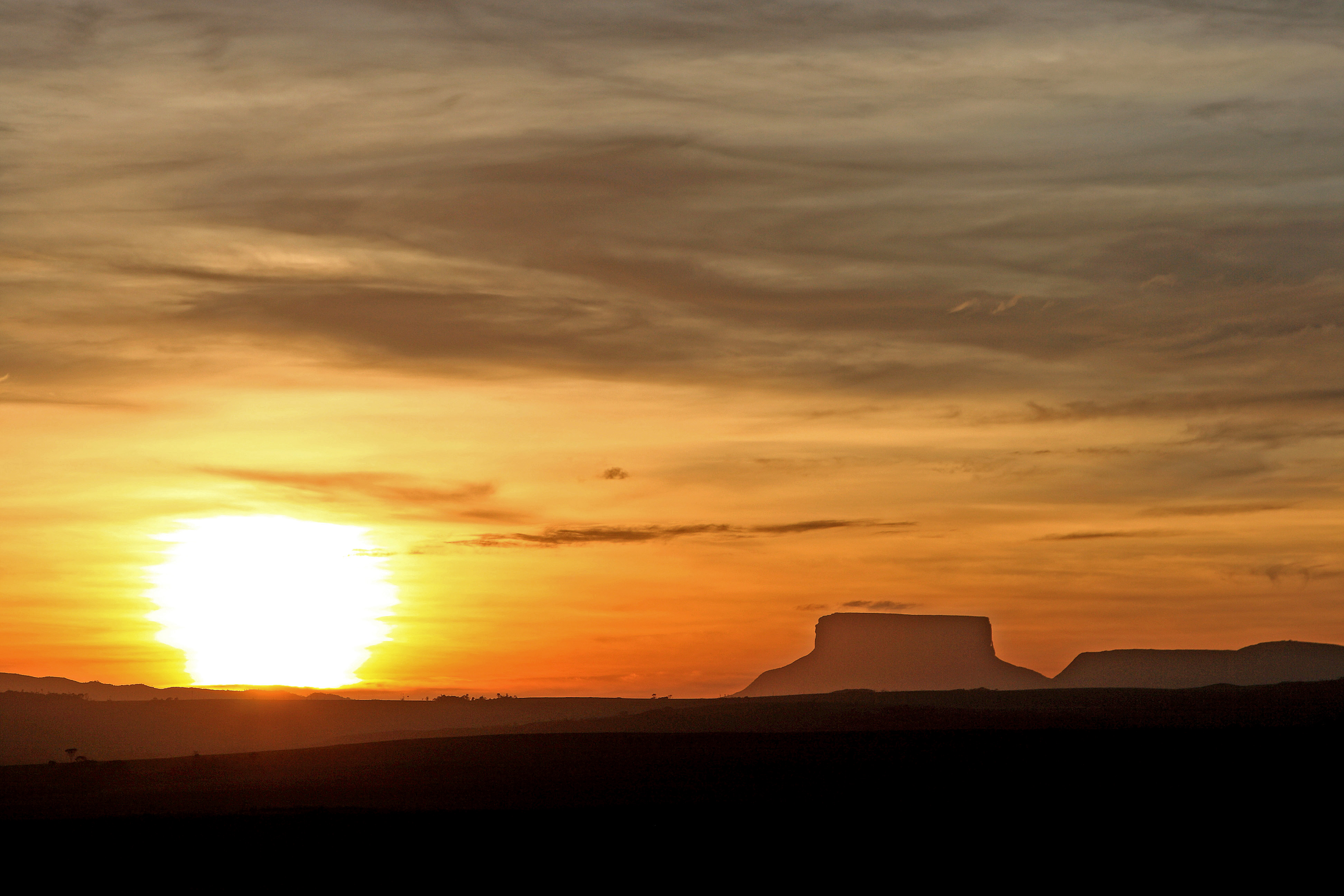
Tepuy al tramonto
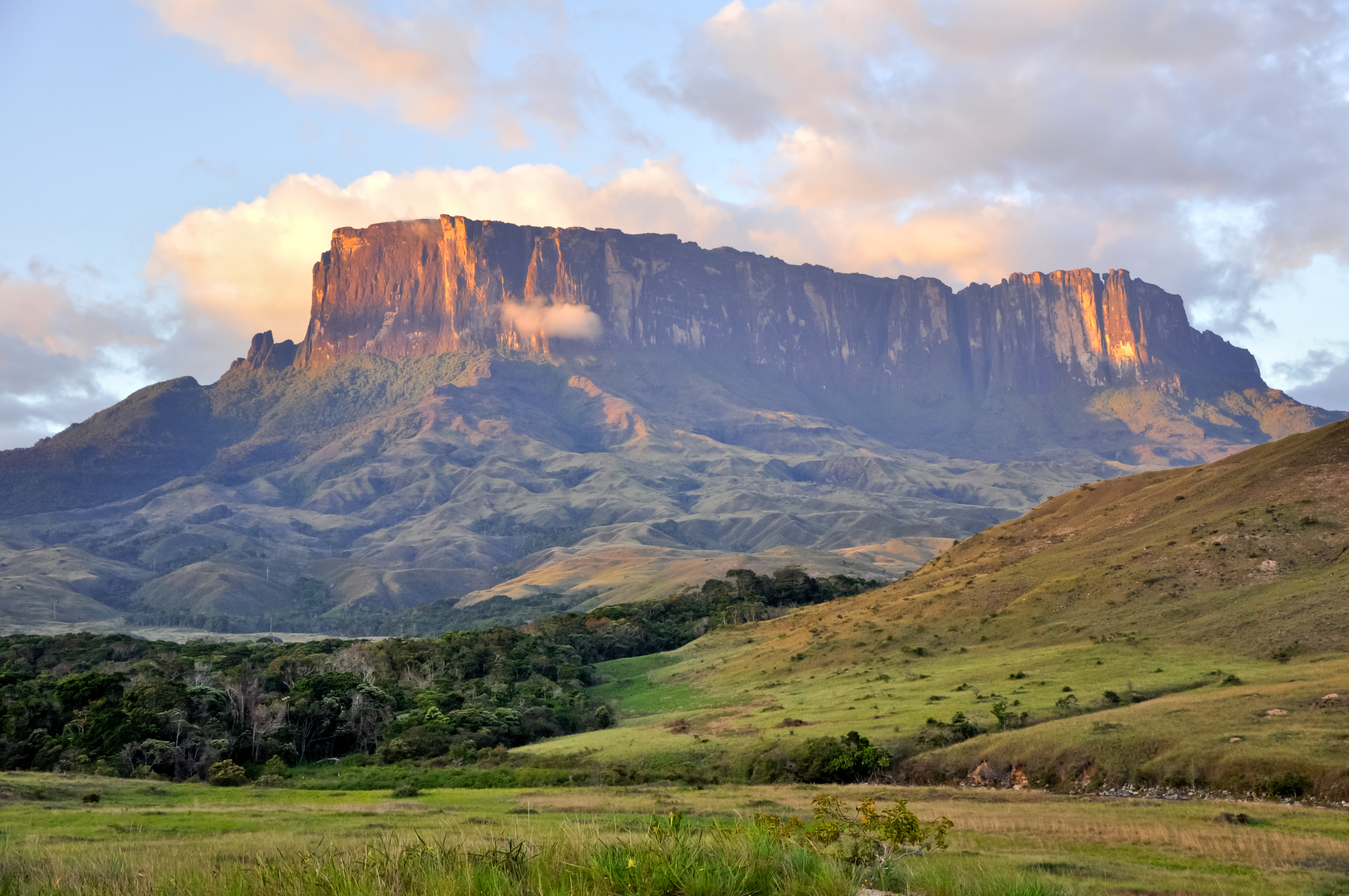
Monte Roraima dal campo del fiume Tëk
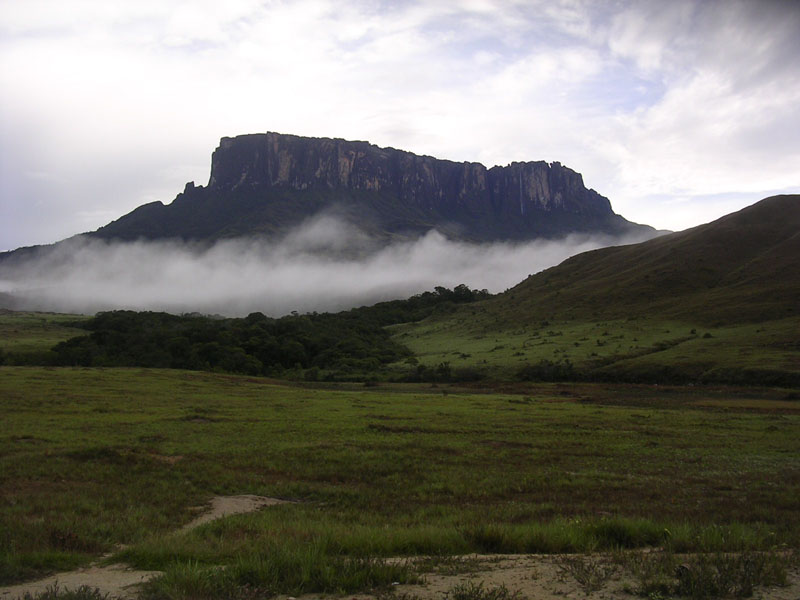
Kukenan
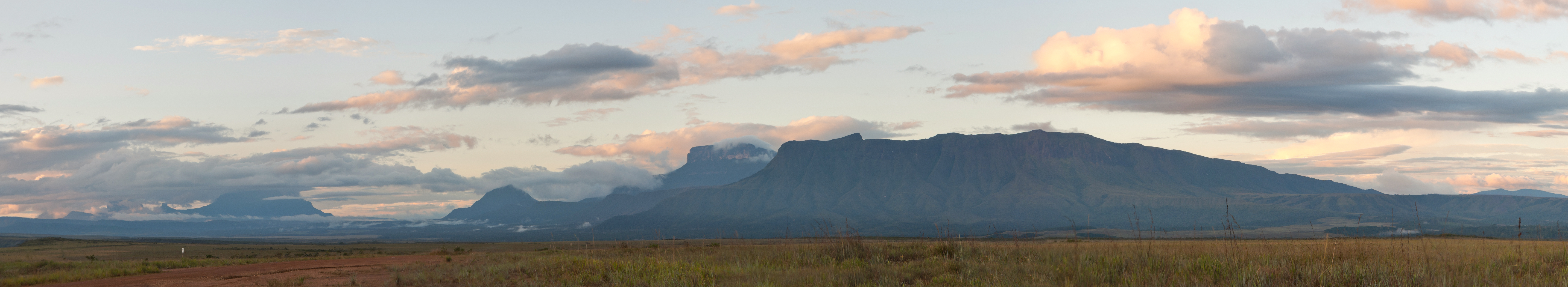
Visione del tepui da Kavanayen
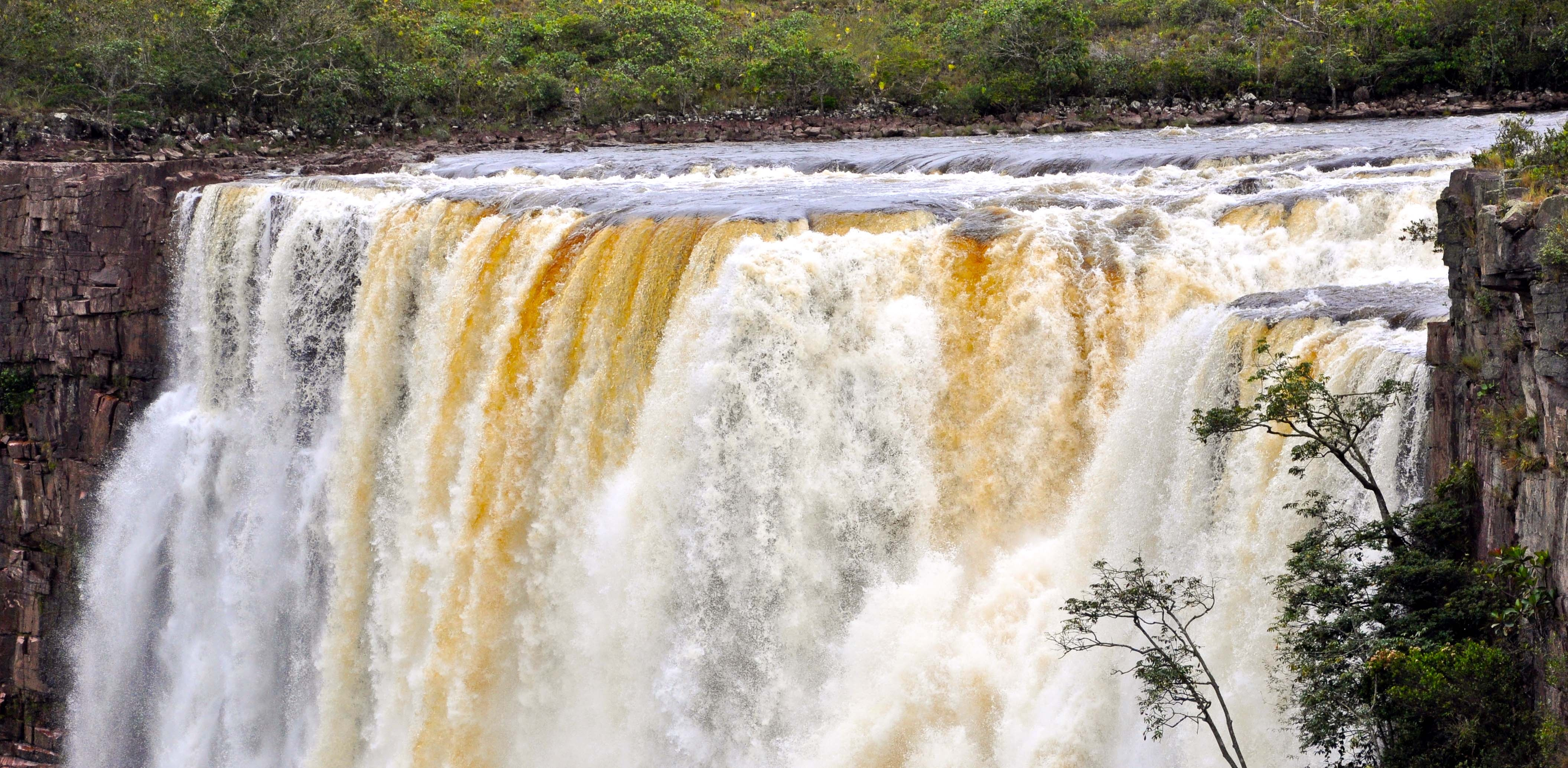
Upper Falls Aponwao